# Степногорская железная дорога
Степногорская железная дорога — ведомственная линия с движением электропоездов, связывающая город Степногорск с промышленными предприятиями в пригороде.

## Современное состояние

Обзорная схема Степногорской железной дороги

Город Степногорск находится в степной местности в Северном Казахстане. Он построен на пустом месте в 1960-х годах, и застроен многоэтажными панельными домами. В 10 километрах к северо-востоку от жилой части находится промзона, в которой находятся предприятия по обогащению урановых руд, металлургической, химической промышленности, электростанция и производство шариковых подшипников. Жилая и промышленная зона связаны ведомственной железной дорогой, по которой ходят электропоезда серии ЭР22 железных дорог СССР, переданные в начале 1990-х из депо Перерва и Нахабино. Особенность электропоездов ЭР22 — три пары дверей в каждом вагоне. Двери расположены у торцов вагона и в центре вагона. В других советских электропоездах двери расположены только у торцов вагона.
Оба конца железной дороги — тупиковые, депо для электричек находится в промзоне. Линия проложена от Степногорска до станции Заводская и имеет протяженность 24 километра. На ней несколько промежуточных станций и остановочных пунктов. На линии «островная» электрификация 3 кВ. Посередине между городом и промзоной Степногорская железная дорога по мосту пересекает линию КТЖ, и связана соединительной веткой со станцией Алтынтау. Эта линия КТЖ — тупиковая, и с начала 2000-х годов пассажирское движение по ней — один пассажирский поезд один раз в две недели.

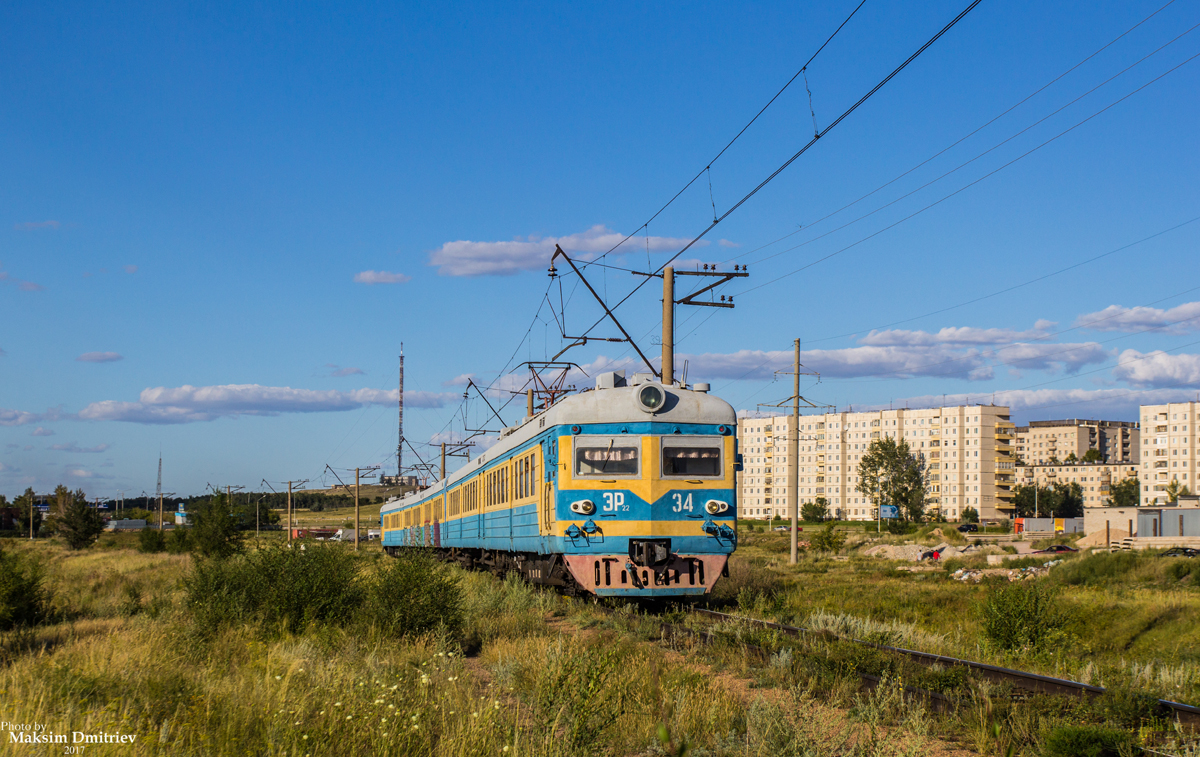
ЭР22-34 в начале линии в городе Степногорске

Оператором этой линии в советское время было УЖДТ Степногорского Горно-Химического комбината, с 2006 года — Степногорск Темір Жолы. Пассажирских вокзалов и касс на линии нет, билеты продаёт кондуктор.

## Интенсивность движения

График движения поездов на выходные (2022)

По состоянию на 2019 год, 4 пары утром, 3 пары днём, 4 пары вечером. Половина поездов ходит до станции СПЗ (Подшипниковый завод). В выходные дни — 7 пар поездов.

График движения поездов на рабочие дни (2022)

## История
Железная дорога действует с 1960-х годов. Вначале на ней ходили паровозы, затем тепловозы. В 1963 году появился электрифицированный участок в урановом карьере с промышленными электровозами, ныне не сохранившийся. В 1963 году также открыто пассажирское движение с подвижным составом, переданным от МПС СССР: паровозами и двухосными вагонами 1894—1904 годов постройки. В 1967 году приобретены тепловозы ТЭМ1, получены старые вагоны электропоездов для использования в качестве пассажирских вагонов (по другим данным в 1978). В 1974 году приобретены тепловозы ТЭ3.
В 1985 году вся линия электрифицирована, организовано движение электропоездов. Старые электросекции Ср и Ср3, работавшие с тепловозами, были восстановлены для самостоятельной работы. В 1986 году старые электрички заменены на поезда ЭР1-194, ЭР1-238, ЭР2-346, построены высокие платформы.

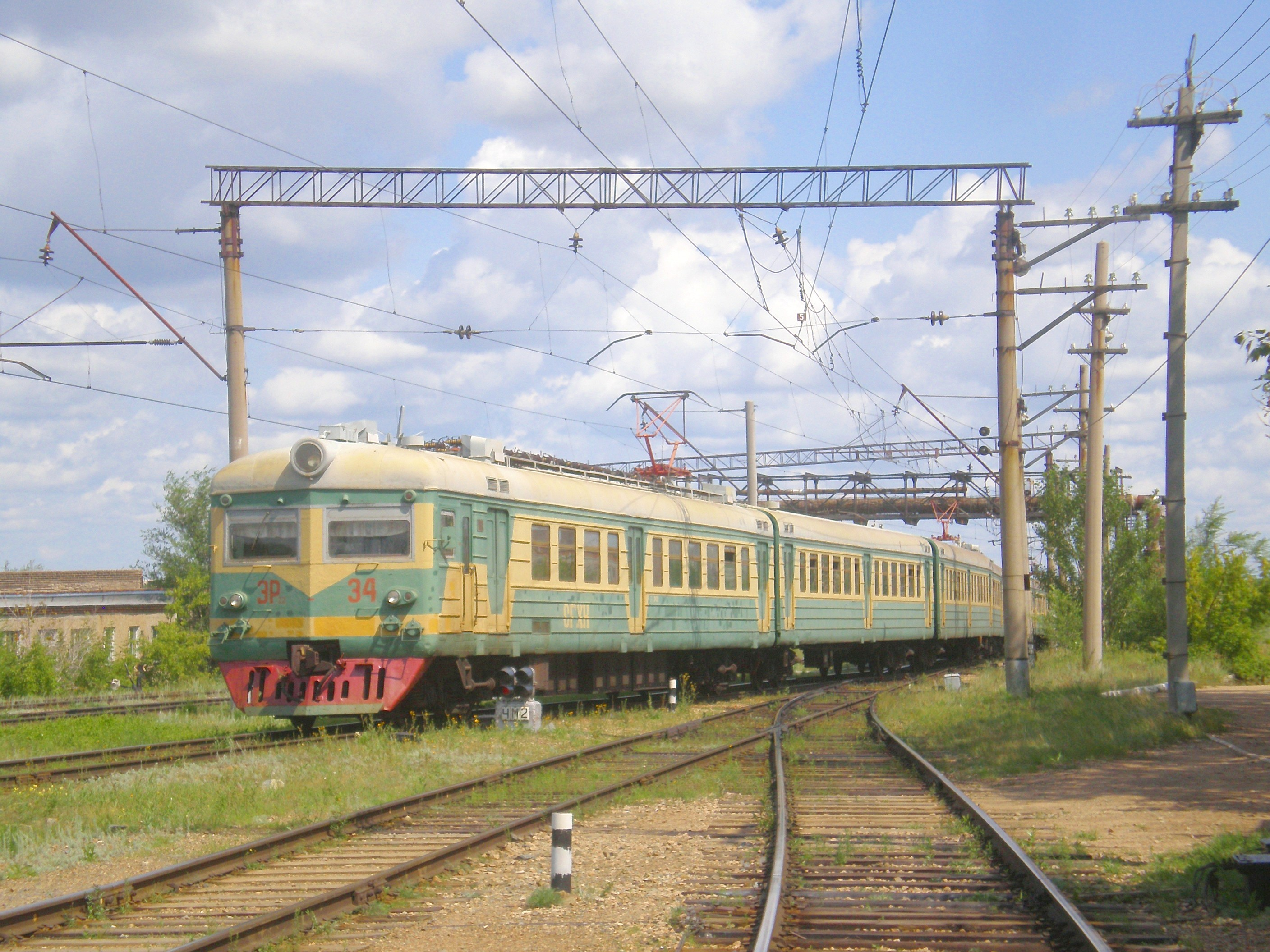
ЭР22-34 в старой зелёной окраске (2009)

В 1990—1991 году МПС поменяло 3 электропоезда ЭР1 на 6 ЭР22, 1 электропоезд ЭР22 используется для донорства запчастей, таким образом, произошла унификация парка электропоездов. Разработка уранового карьера прекращена в начале 1990-х годов, ветка на карьер с электровозами разобрана. С 2000-х годов Степногорская железная дорога стала единственной где работают электропоезда ЭР22.

## Подвижной состав
Действующие поезда на 2021 год:
- ЭР22-19
- ЭР22-34
- ЭР22-50
- ЭР22-51
- ЭР22-64